# Оукланд (Њу Џерзи)
Оукланд (енгл. Oakland) град је у америчкој савезној држави Њу Џерзи.

## Демографија
По попису из 2010. године број становника је 12.754, што је 288 (2,3%) становника више него 2000. године.
| Група             | 2000.          | 2010.          |
| Белци             | 11.441 (91,8%) | 11.273 (88,4%) |
| Афроамериканци    | 97 (0,8%)      | 113 (0,9%)     |
| Азијати           | 337 (2,7%)     | 532 (4,2%)     |
| Хиспаноамериканци | 483 (3,9%)     | 681 (5,3%)     |
| Укупно            | 12.466         | 12.754         |